# Batesburg-Leesville
Batesburg-Leesville – miasto w Stanach Zjednoczonych, w stanie Karolina Południowa, w hrabstwie Lexington.